# Estul este roșu
Estul este roșu (东方红 în chineză, Dōngfāng Hóng în transliterarea pinyin) a fost imnul neoficial al Republicii Populara Chineze în timpul Revoluției Culturale (1966-1969). Versurile cântecului sunt atribuite lui Li Youyuan, un agricultor din nordul provinciei Shaanxi, care se zice că a fost inspirat de răsăritul soarelui.
În timpul Revoluției Culturale, cântecul a fost distribuit prin sisteme de anunț public în fiecare oraș și sat de mai multe ori pe zi. De exemplu, toate emisiunile de radio începeau cu Estul este roșu și se terminau cu Internaționala. Studenții erau obligați să cânte melodia în fiecare dimineață la începutul primei clase. Imnul oficial al Chinei, Marșul Voluntarilor, era interzis în acel timp fiind că autorul său, Tian Han, era în pușcărie.
Din cauza asocierii sale cu Revoluția Culturală, melodia a fost rar auzită după moartea lui Mao și în era nouă a lui Deng Xiaoping după 1978. Astăzi, este considerată ca fiind o relicvă a cultul personalității lui Mao și a fost înlocuită cu o versiune nouă a Marșul Voluntarilor, care nu face referințe nici la Mao nici la Partidul Comunist.